# Agaricus
Agaricus sin. Psalliota este un gen de ciuperci al încrengăturii Basidiomycota în ordinul Agaricales din familia Agaricaceae. Tipul de specie este Agaricus campestris (ciuperca de bălegar). În întreaga lume există mai mult de 200 de soiuri, iar în Europa se găsesc aproximativ 60 de specii. Acolo bureții sunt aproape cu toții comestibili, cu excepția lui Agaricus placomyces (ciuperca bibilicilor) și Agaricus xanthodermus (ciuperca albă), care nu sunt foarte grav otrăvitori sau cu necomestibilul Agaricus bernardii. Din Agaricus campestris a fost cultivat apoi produsul industrial Agaricus bisporus, global cel mai consumat Agaricus, cunoscut și sub denumirea de Champignon de Paris. Tipul de specie este Agaricus campestris. 

## Taxonomie

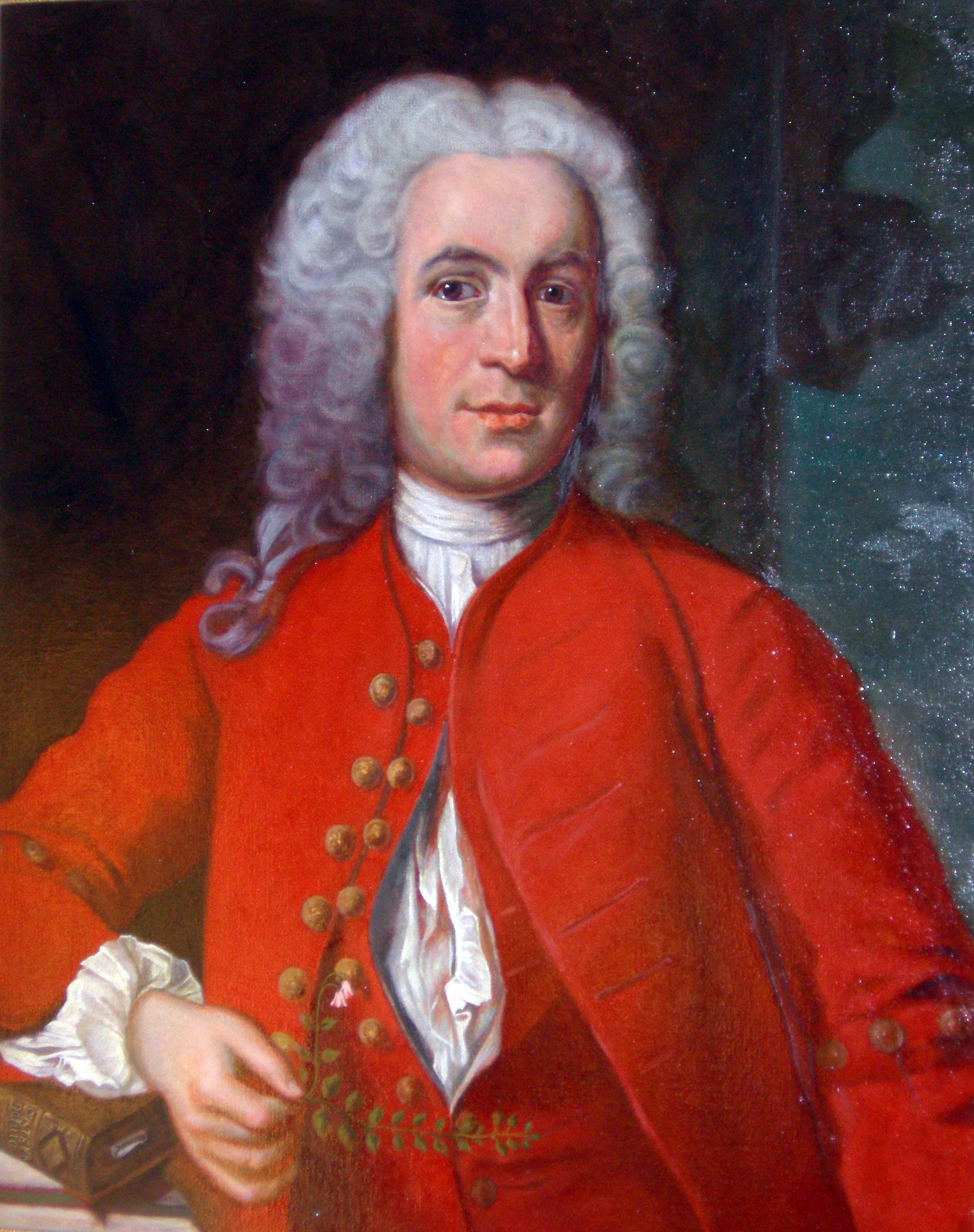
Carl von Linné

În anul 1753, renumitul om de știință suedez Carl von Linné a determinat numele binomial Agaricus pentru un mare gen de ciuperci în lucrarea sa Species plantarum.
În combinație cu schimbul numelui binomial Agaricus în Psalliota (și astfel a tutor denumiri ale soiurilor genului) de către micologul german Paul Kummer, de verificat în opera sa principală Der Führer in die Pilzkunde: Anleitung zum methodischen, leichten und sicheren Bestimmen der in Deutschland vorkommenden Pilze mit Ausnahme der Schimmel- und allzu winzigen Schleim- und Kern-Pilzchen din 1871, pe baza descrieri al cunoscutului Elias Magnus Fries din 1821, anume Agaricus tr. Psalliota precum a confirmării acestui nume generic nou prin micologul francez Claude Casimir Gillet în primul volum al lucrării sale Les Hyménomycètes, ou, Description de tous les champignons (fungi), qui croissent en France din 1874, această taxonomie a jucat un rol important în secolului al XX-lea, când mulți micologi au schimbat numele binomial Agaricus în Psalliota, între ei și micologul italian Bruno Cetto.
Între timp, genul duce din nou vechia desemnare a lui Linné 2020). Toate celelalte denumiri ca Amanita Dill. ex Boehm. (1760), Fungus Tourn. ex Adans. (1763), Hypophyllum Paulet (1793), Myces Paulet (1808) sau Pratella (Pers.) ex Gray (1821) pot fi neglijate.
Numele generic este derivat din cuvântul latin (latină ager=câmp, ogor, sol), datorită locurilor preferate de apariție ale bureților acestui gen.

## Filogenetică
Acest mare gen este momentan împărțit în șapte secții (precum mai multe subsecții), care sunt:
- Agaricus ca de exemplu Agaricus campestris sau Agaricus lividonitidus[13] dar și Agaricus bisporus
- Arvenses, ca de exemplu Agaricus abruptibulbus, Agaricus arvensis, Agaricus augustus sau Agaricus silvicola[14]
- Chitonioides, ca de exemplu deja numitul Agaricus bernardii sau Agaricus brunnescens[15]
- Duploannulatae sau Hortenses (cu inel dublu), ca de exemplu Agaricus bitorquis sau Agaricus vaporarius[16][17]
- Minores (foarte mici), ca de exemplu Agaricus dulcidulus, Agaricus luteomaculatus sau Agaricus semotus Fries[18]
- Sanguinoletti (Spissicaulis), ca de exemplu Agaricus lanipes, Agaricus silvaticus sau Agaricus spissicaulis,[19]
- Xanthodermatei, ca de exemplu Agaricus phaeolepidotus, Agaricus placomyces sau Agaricus xanthodermus, bureți otrăvitori, în baza piciorului galbeni[20]

Pentru lista completă a speciilor de gen Agaricus vezi sub rubrica Legături externe nr. 2.

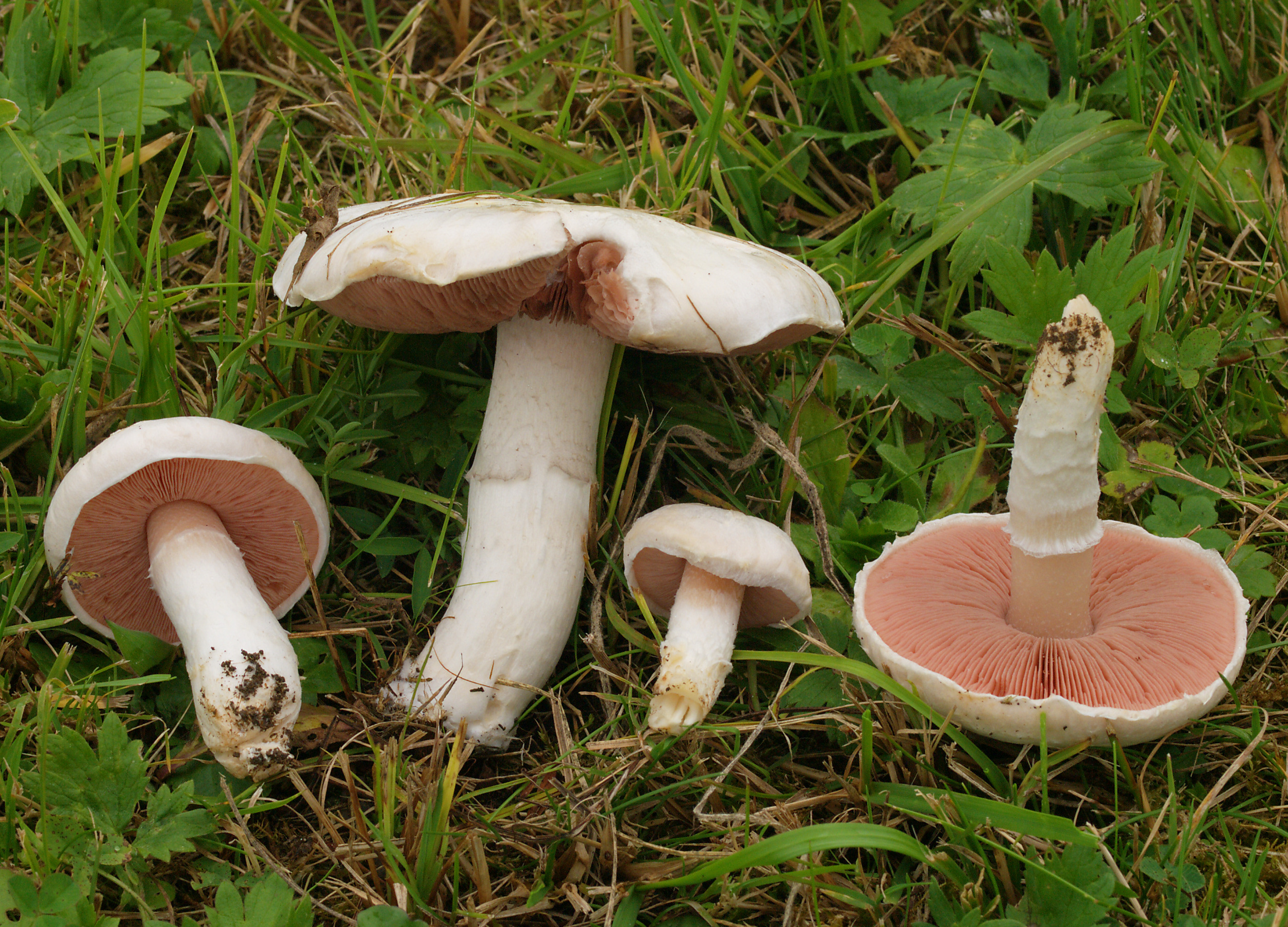
Agaricus campestris
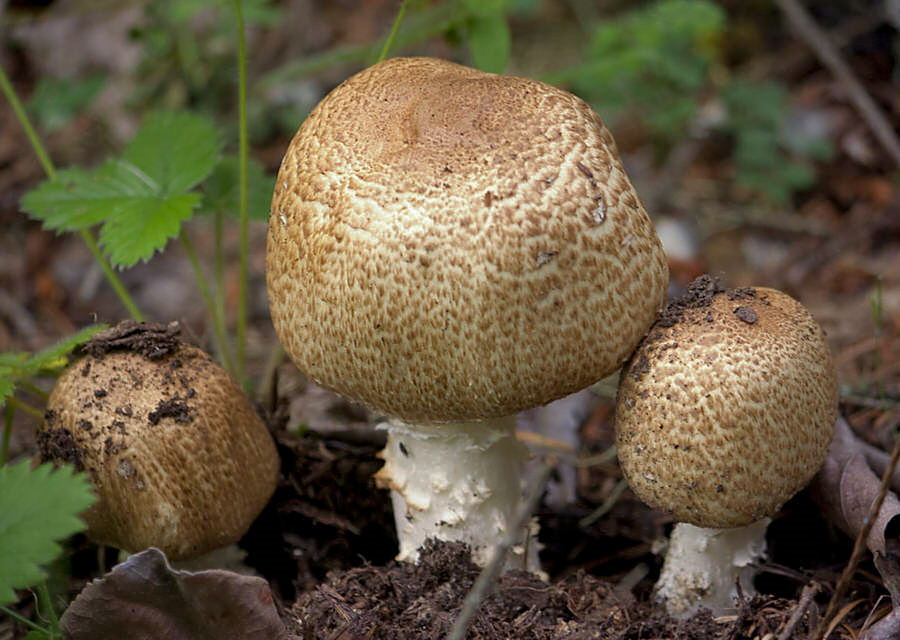
Agaricus augustus
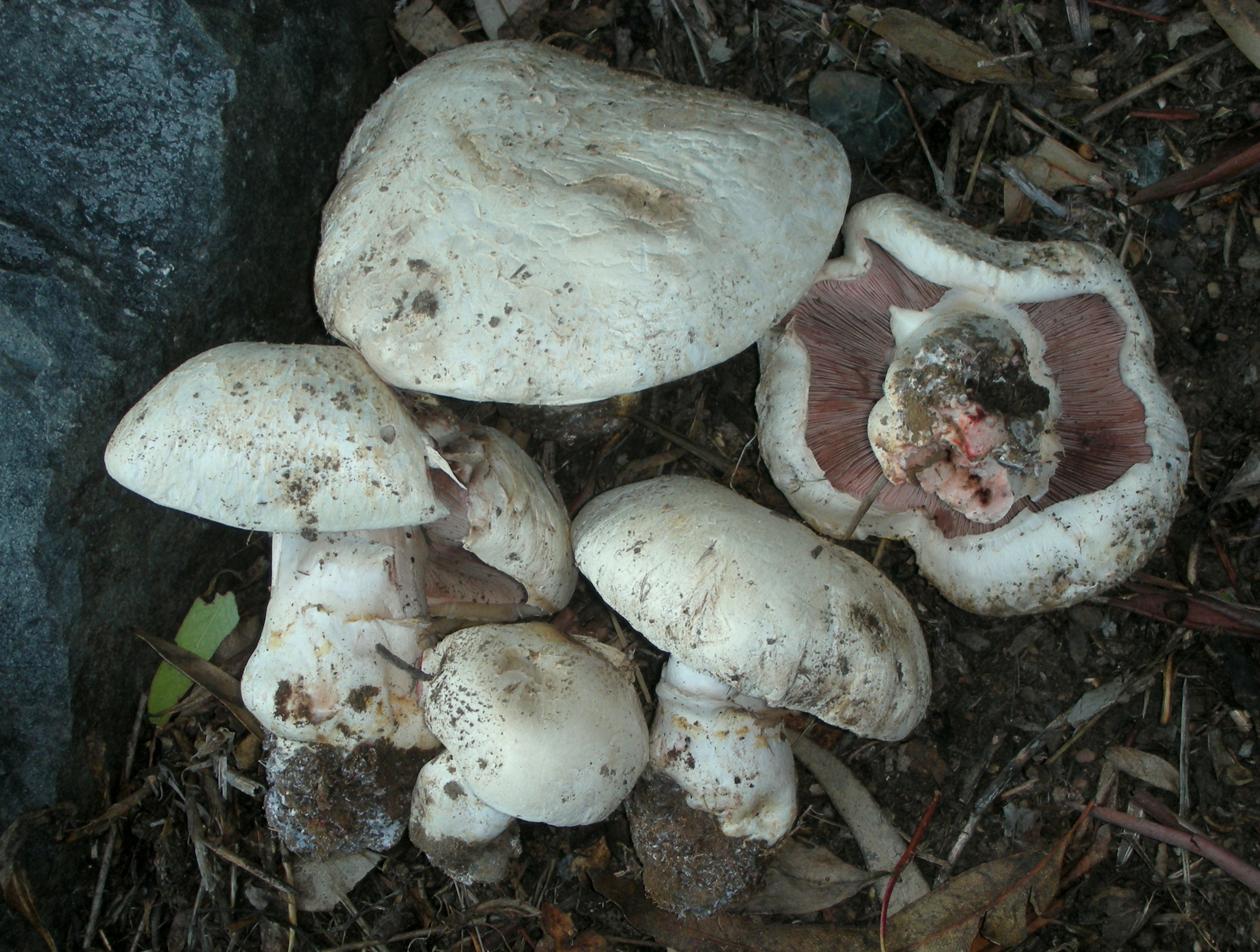
Agaricus bernardii
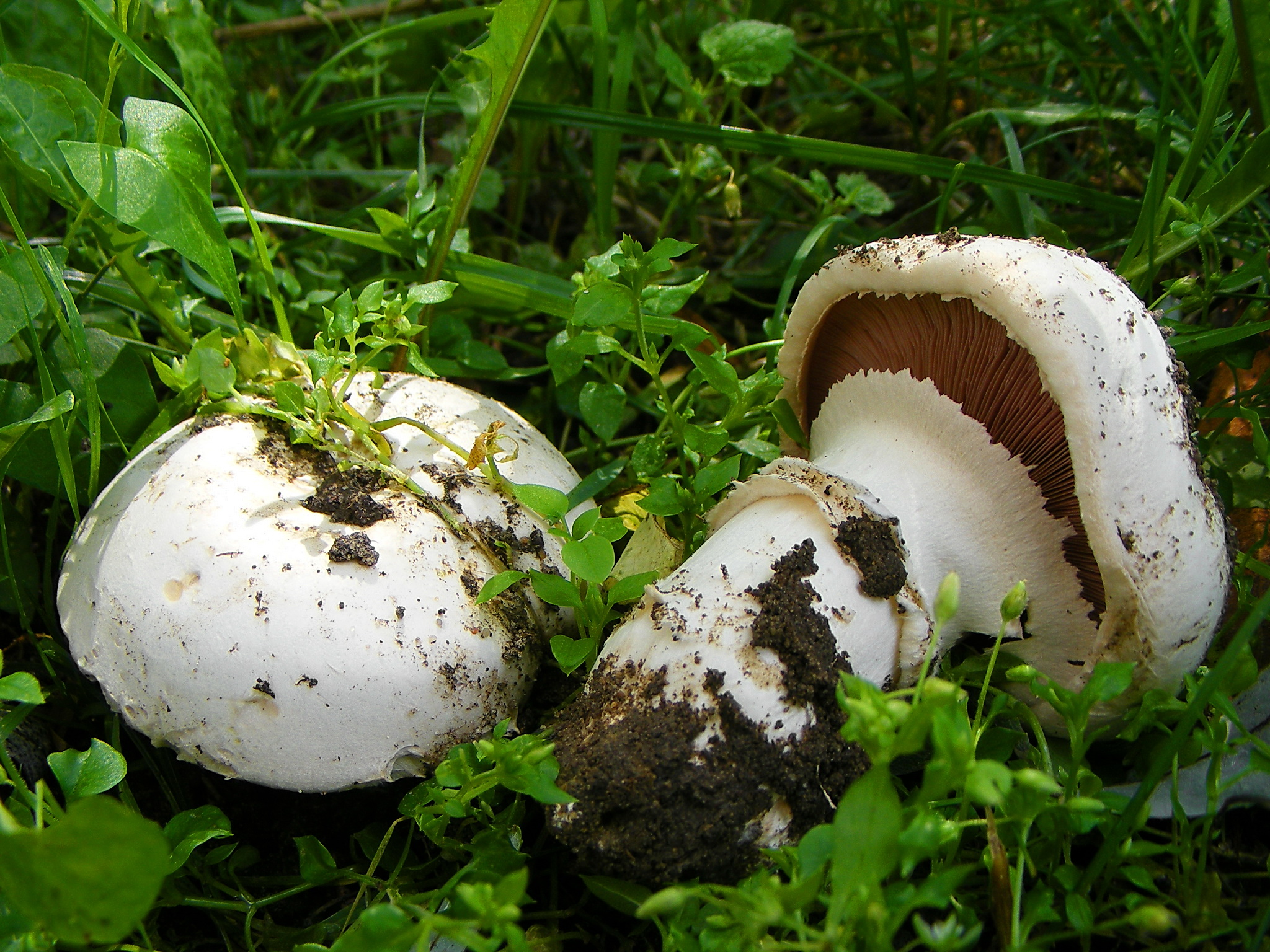
Agaricus bitorquis
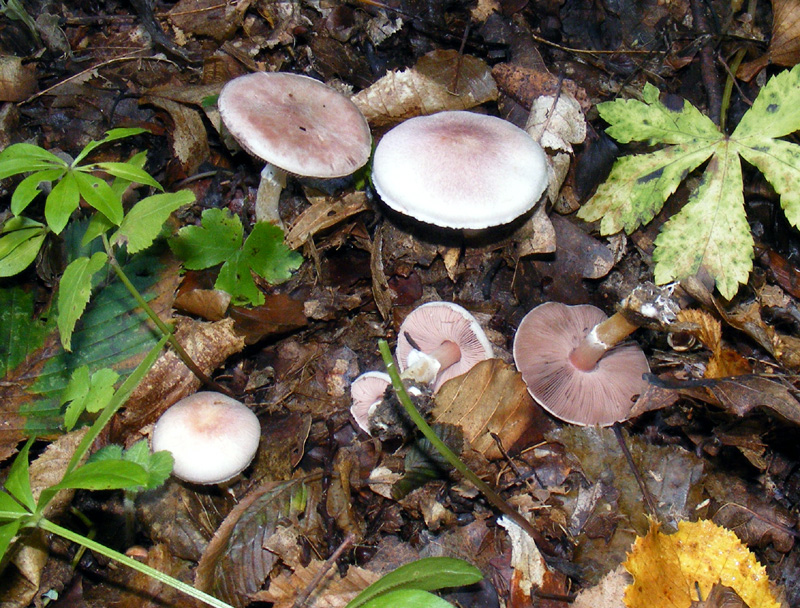
Agaricus dulcidulus
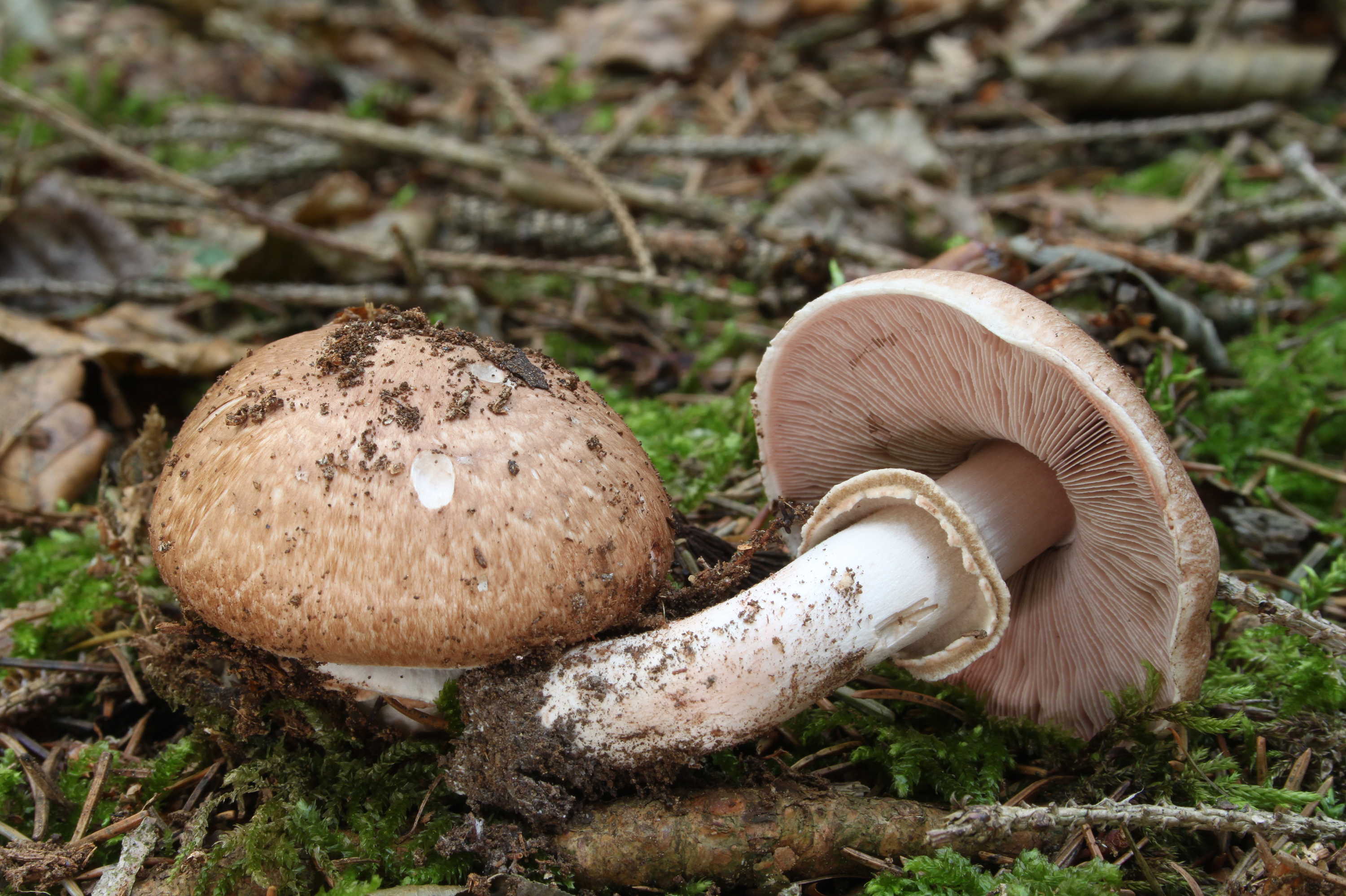
Agaricus silvaticus
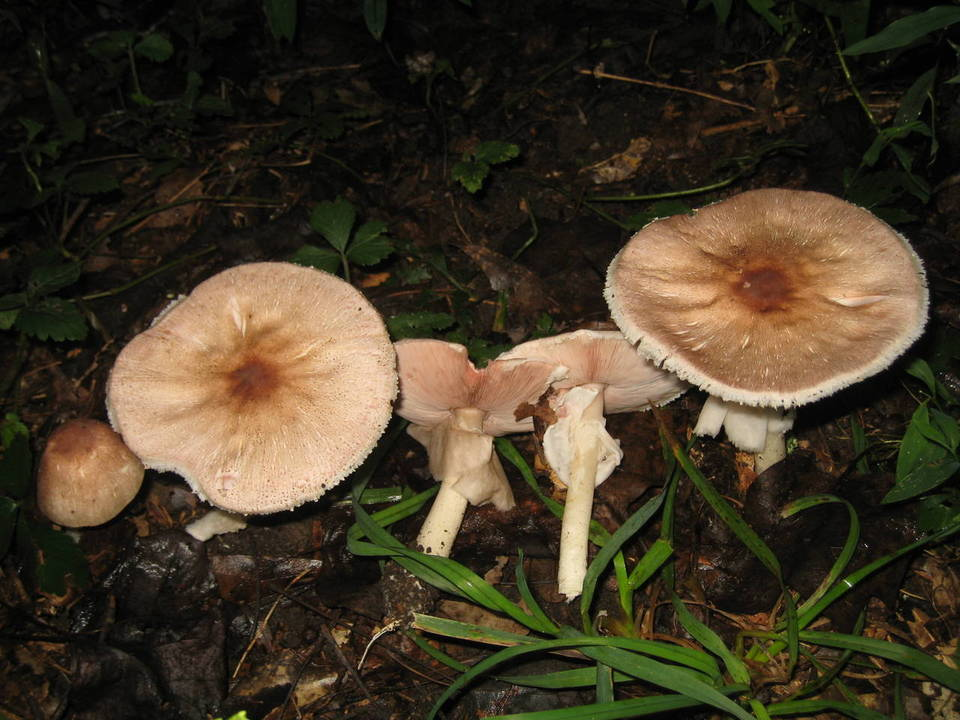
Agaricus.placomyces
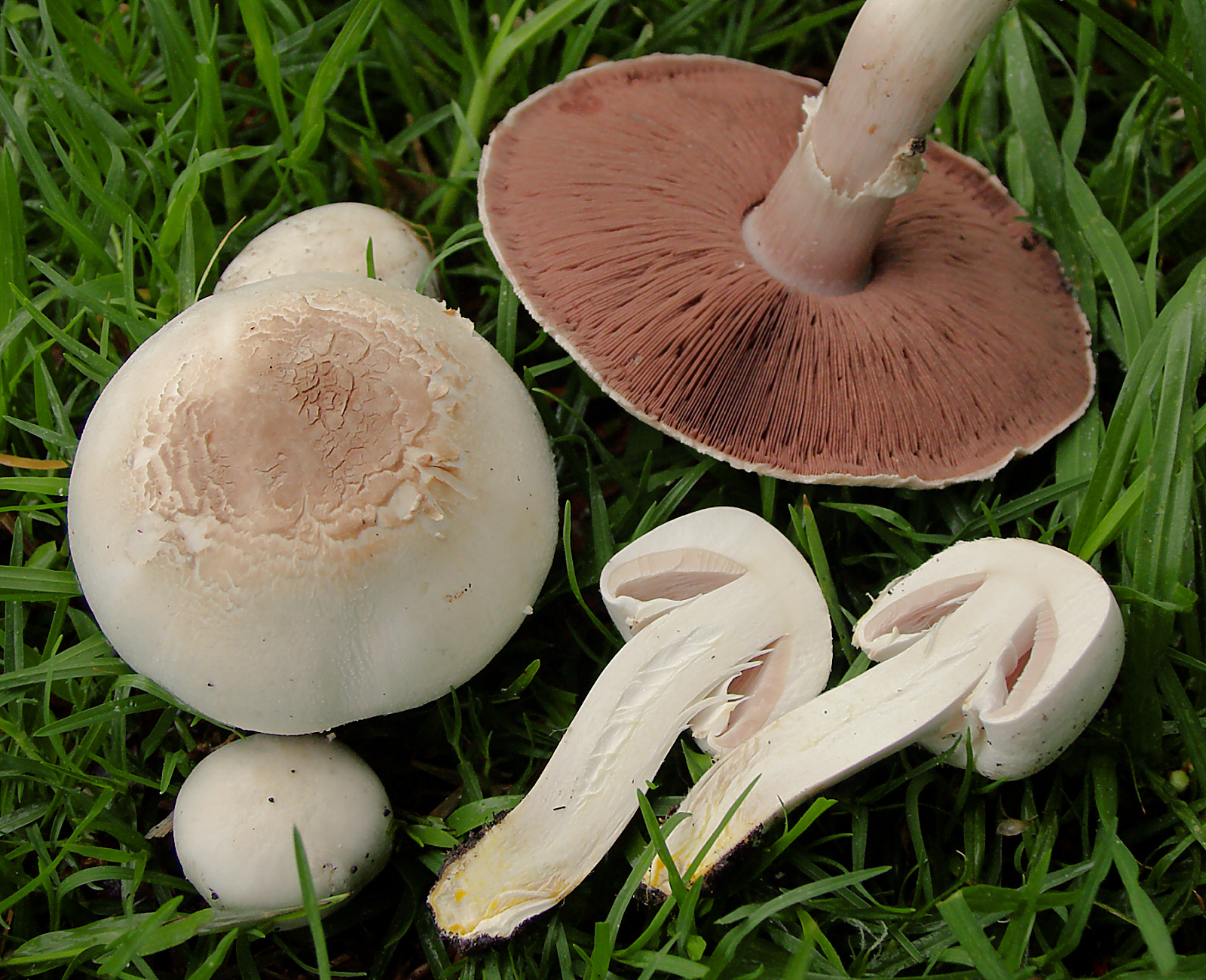
Agaricus xanthodermus

## Descriere

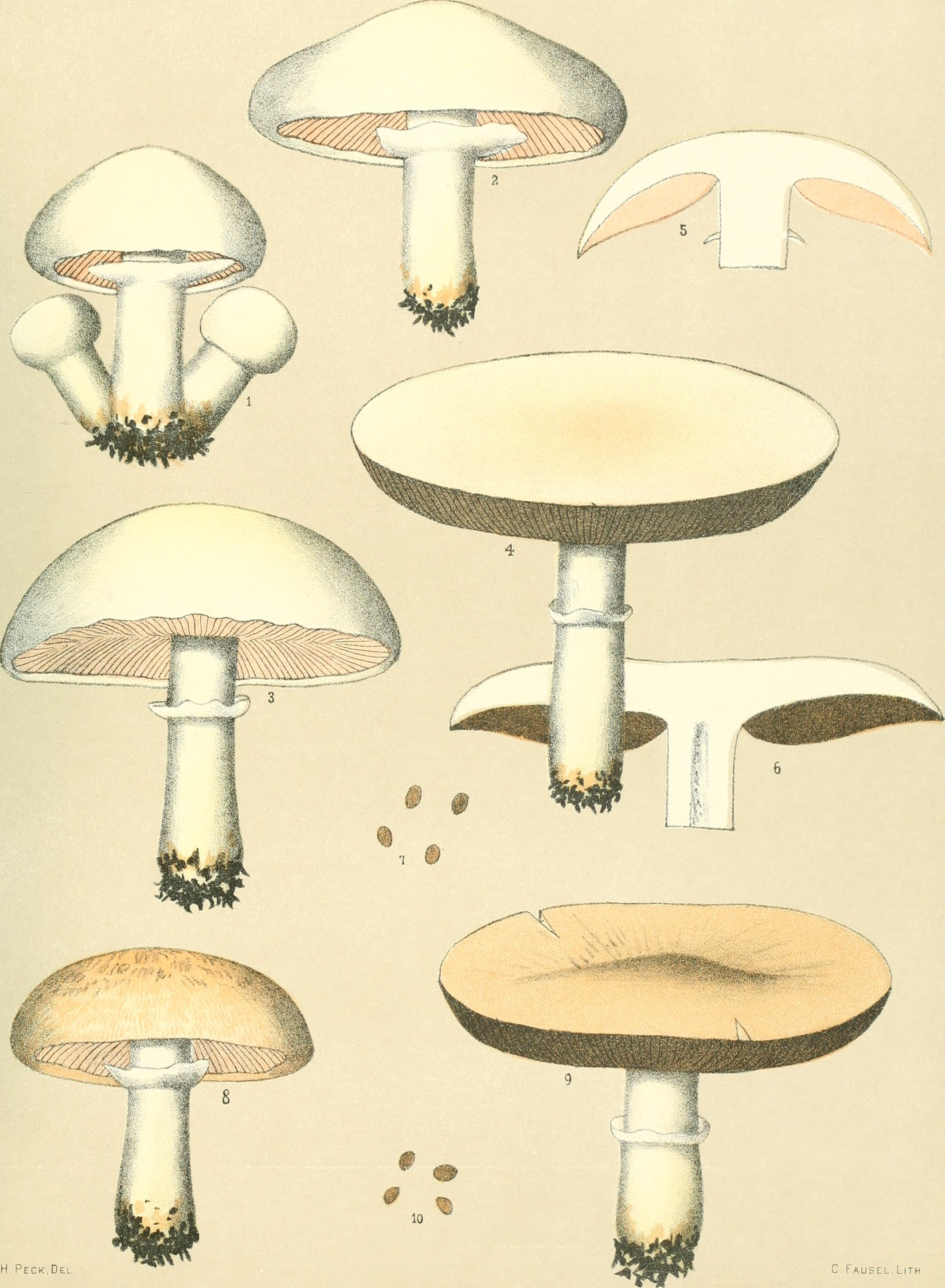
Agaricus, dezvoltare

În ciuda mulțimii de specii reprezentate de acest gen, bureții au câteva însușiri comune: Ei sunt eterogeni, de formă pileată (adică, cu pălărie și lamele). Cuticula pălăriei este netedă, adesea oară solzoasă sau cu fulgi datorit  restului  de văl parțial. Din aceeași pricină piciorul poartă la mijloc mereu un inel deseori bătător la ochi, simplu sau dublu. Tija albă sau albuie este întotdeauna conectată central cu pălăria. Lamelele sunt lungi, aglomerate, strâmte și libere, la început de culorit gri deschis sau roz, trecând apoi la brun-purpuriu, brun-negricios sau negru-violet în bătrânețe. Carnea este, cu excepția secției Minores, compactă, cărnoasă, pe măsura avansării în vârstă moale.
În detaliu::
- Pălăria: Ea are un diametru de 3-20 cm, la Agaricus augustus sin. Agaricus perrarus până la 35 cm, fiind  inițial convexă, semisferică, cu margine răsfrântă către interior, aplatizând destul de repede și  devenind la bătrânețe aproape plană. Coloritul cuticulei diferă între alb, brun-roșiatic și maro.
- Piciorul: El are o înălțime de 5-15 (20) cm, o lățime de 1-4 cm și este aproape cilindric, deseori ușor umflat, sfârșind uneori într-un bulb fără volvă. Deasupra, inelului este în multe cazuri  neted, iar dedesubt, către bază, scămos, mătăsos-solzos. Tija este de culoare albă care uneori se îngălbenește sau înroșește ușor cu vârsta. Ciuperci galbene în bază sunt otrăvitoare.
- Carnea:  Ea este în mod general albă care se decolorează la soiurile cu miros de anason sau migdale în galben, la alte specii se înroșește.
- Sporii: Ei sunt netezi, rotunjori până elipsoidali cu o dimensiune cuprinsă între 5,7–10 × 3,5–7 microni. Culoarea lor este mereu închisă: de la brun-purpuriu, spre brun-negricios până la negru-violet.

## Ingrediente

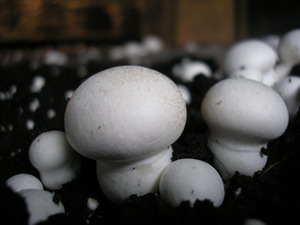
Șampinion alb

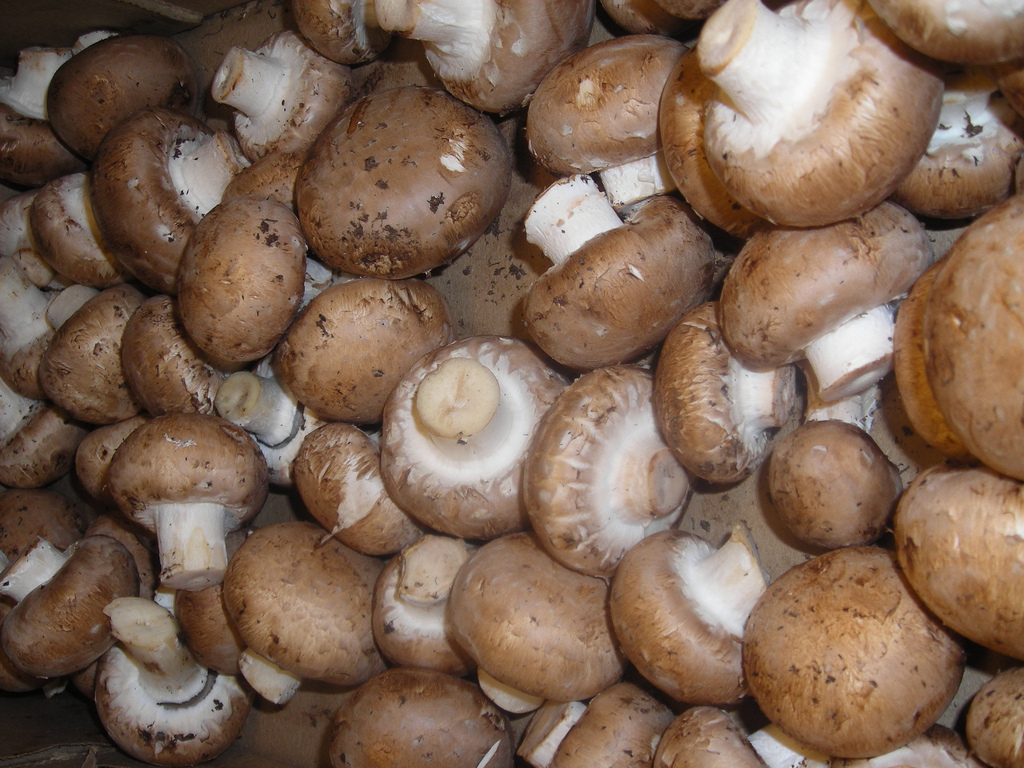
Șampinion brun

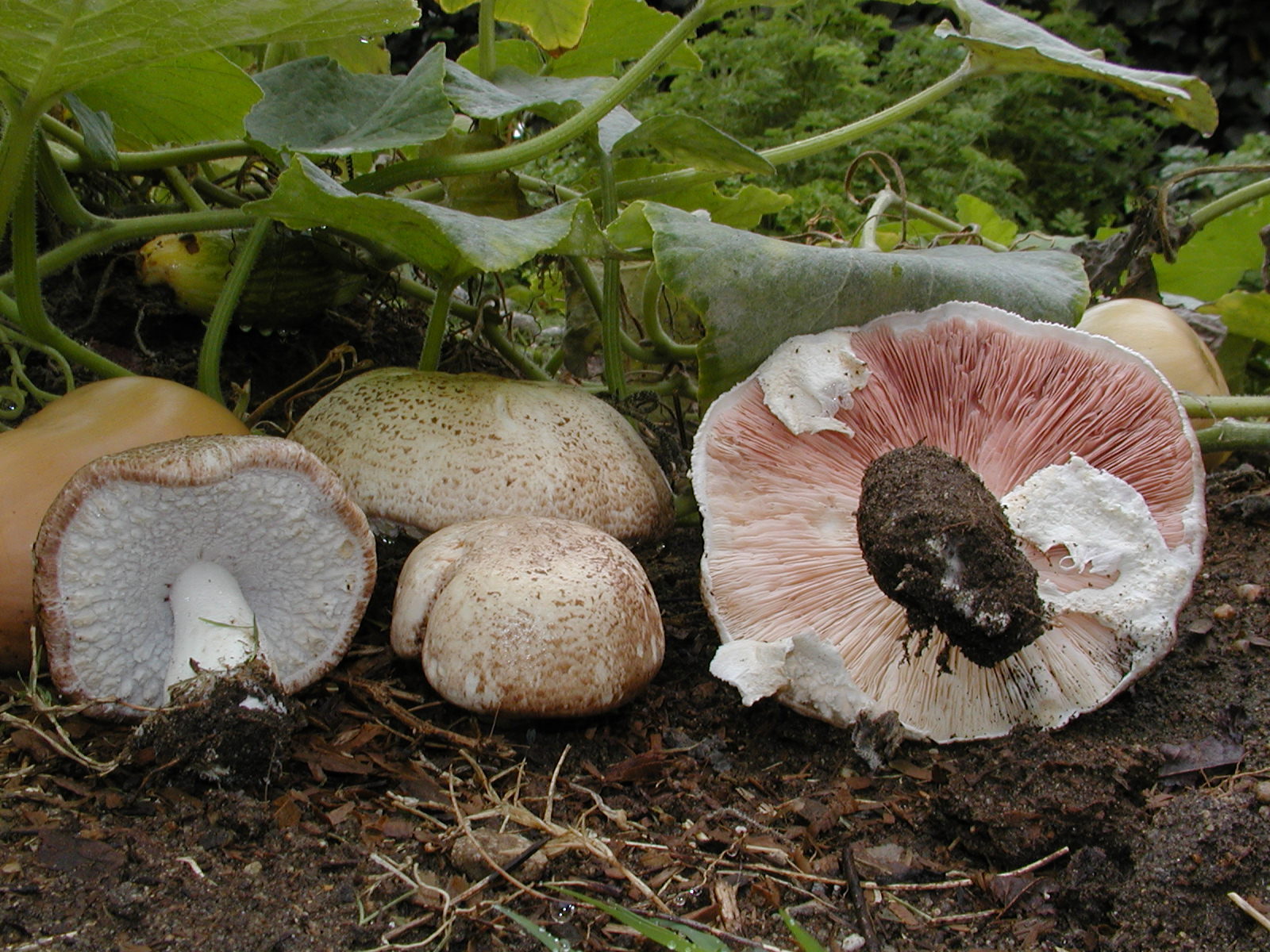
Agaricus subrufescens

Aceste ciuperci au un conținut de apă de 91%, în timp ce conținutul de grăsime se află sub 1%, acel de proteine la 3%, iar cantitatea de zahăr la 0,8%. Ele sunt cu drept considerate sărace în calorii: 100 g conțin numai 19 kcal. De asemenea, ele conțin aminoacizi esențiali, vitaminele B, C, D, E, K, biotină precum mineralele potasiu, fier fosfor și zinc. Aceste indicații reprezintă valori medii care se referă la bureții cultivați, disponibili în comerț. Pentru bureții sălbatici contează însă valori asemănătoare.

## Cultivare
Agaricus bisporus este cel mai important burete comestibil cultivat în întreaga lume. El a fost crescut pentru prima dată la Paris de Olivier de Serres (1539-1619) pe vremea regelui Ludovic al XIII-lea al Franței. Au urmat Agaricus bitorquis, care efectuează carne mai tare precum șampinionul brun, derivat din Agaricus silvaticus. Agaricus subrufescens sin. Agaricus blazei este un șampinion cultivat în  Orientul Îndepărtat și America de Sud datorită proprietăților medicinale vestite, ce i se atribuie din vechi timpuri, între altele împotriva cancerului. El se folosește în medicina alternativă. Dar dovezi științifice lipsesc până astăzi.